# Ясинский, Тадеуш
Таде́уш Яси́нский (пол. Tadeusz Jasiński, 1926 год, Гродно, Польша — 21 сентября 1939 год, Гродно) — пятнадцатилетний польский подросток, один из участников обороны города Гродно от советских войск во время боя за Гродно. Считается, что Тадеуш Ясинский был прикреплён советскими танкистами к броне танка в качестве «живого щита». Существует мнение, что Тадеуш Ясинский является легендарной личностью.
Впервые сведения о Тадеуше Ясинском появились в книге мемуаров «Jeśli zapomnę o nich…» («Если забуду о них…») одного из участников обороны Гродно Гражины Липинской, которая в отдельном рассказе под наименованием «Grażyna Lipińska o męczeńskiej śmierci Tadka Jasińskiego, 13-letniego obrońcy Grodna…» (Гражина Липинская о мученической смерти Тадека Ясинского, 13-летнего защитника Гродно) описала подвиг подростка. Согласно Гражине Липинской, Тадеуш Ясинский родился в 1926 году и был сыном служанки Софьи Ясинской. Как пишет в своём сочинении Гражина Липинская, во время штурма советскими войсками Гродно Тадеуш Ясинский бросил на советский танк «коктейль Молотова», забыв его поджечь. Советские танкисты схватили Тадеуша Ясинского и привязали его в передней части танка в качестве «живого щита». Отбитый польскими защитниками и тяжело раненый, Тадеуш Ясинский скончался на руках матери.

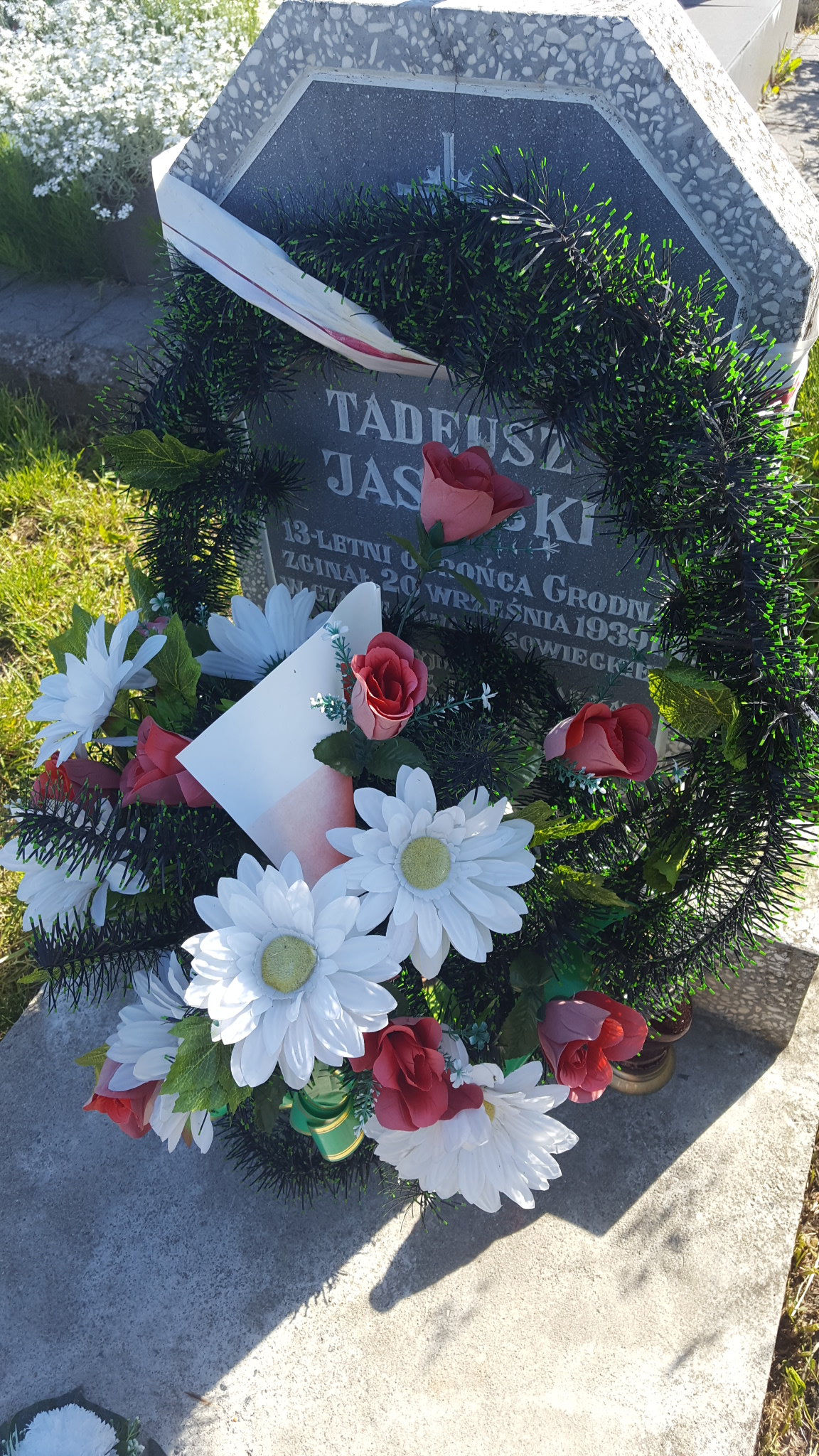
Его могила на Гродненском кладбище

В октябре 2006 года городской совет Вроцлава присвоил одному из городских бульваров наименование «Бульвар Тадека Ясинского».
14 сентября 2009 года Президент Польши Лех Качиньский за выдающийся вклад в дело независимости республики Польской и проявленный героизм при обороне Гродно в 1939 году наградил посмертно Тадеуша Ясинского Командорским Крестом ордена Возрождения Польши.

## Источник
- Czesław Grzelak: Wilno-Grodno-Kodziowce 1939. Warszawa: Bellona, 2002, s. 129. ISBN 83-11-09457-8.
- Grażyna Lipińska, Jeśli zapomnę o nich…, Wydawnictwo Editions Spotkania, 1990 , 462 стр.